# Kogel
Kogel es un municipio situado en el distrito de Ludwigslust-Parchim, en el estado federado de Mecklemburgo-Pomerania Occidental (Alemania), a una altura de 30 metros. Su población a finales de 2016 era de 649 habs. y su densidad poblacional, 22 hab/km².
Se encuentra ubicado junto a la frontera con el estado de Schleswig-Holstein.